# Николо-Черемшанский район
Николо-Черемшанский район — административно-территориальная единица в составе Средневолжской области, Средневолжского края, Куйбышевской и Ульяновской областей РСФСР, существовавшая в 1928—1929 и 1935—1956 годах.
Николо-Черемшанский район был образован в 1928 году в составе Ульяновского округа Средневолжской области (с 1929 года — края). В состав района вошли следующие территории бывшего Мелекесского уезда Самарской губернии:
- Николо-Черемшанская волость (кроме Сосновского сельсовета)
- Вишневский и Репьевский с/с Мусорской волости
- Чувашско-Сусканский с/с Хрящевской волости.

В конце 1920-х годов район включал сельсоветы: Никольский, Александровский, Анненковский, Белоярский, Бирлинский, Висло-Дубровский, Вишенский, Грязнушинский, Ерыклинский, Ивановский, Кандаковский, Красноярский, Крестово-Городищенский, Куликовский, Лопатинский, Любовский, Лысогорский, Репьёвский, Рязановский, Суходольский, Табурновский и Чувашско-Сусканский.
21 января 1929 года Николо-Черемшанский район был упразднён.
В январе 1935 года Николо-Черемшанский район был восстановлен в составе Куйбышевского края (с 1936 — области). В его состав были переданы Александровский, Бирлинский, Вишневский, Грязнухинский, Дзержинский, Ерыклинский, Крестово-Городищенский, Кондаковский, Любавский, Николо-Черемшанский и Рязановский с/с Мелекесского района и Белоярский, Висло-Дубравский, Суходольский и Табурновский с/с Сенгилеевского района.
19 января 1943 года Николо-Черемшанский район вошёл в состав новой Ульяновской области.
7 июля 1953 года, ввиду предстоящего затопления Куйбышевским водохранилищем, были упразднены Висло-Дубравский, Табурновский, Крестово-Городищенский, Кондаковский, Рязановский, Вишенский, Любавский и Бирлинский с/с.
2 ноября 1956 года Николо-Черемшанский район был упразднён, а его территория разделена между Мелекесским и Чердаклинским районами.